# Saut acrobatique
Ne doit pas être confondu avec Big Air.
Le saut acrobatique est une discipline sportive de la famille des sports d'hiver et l'une des six disciplines du ski freestyle.

## Présentation

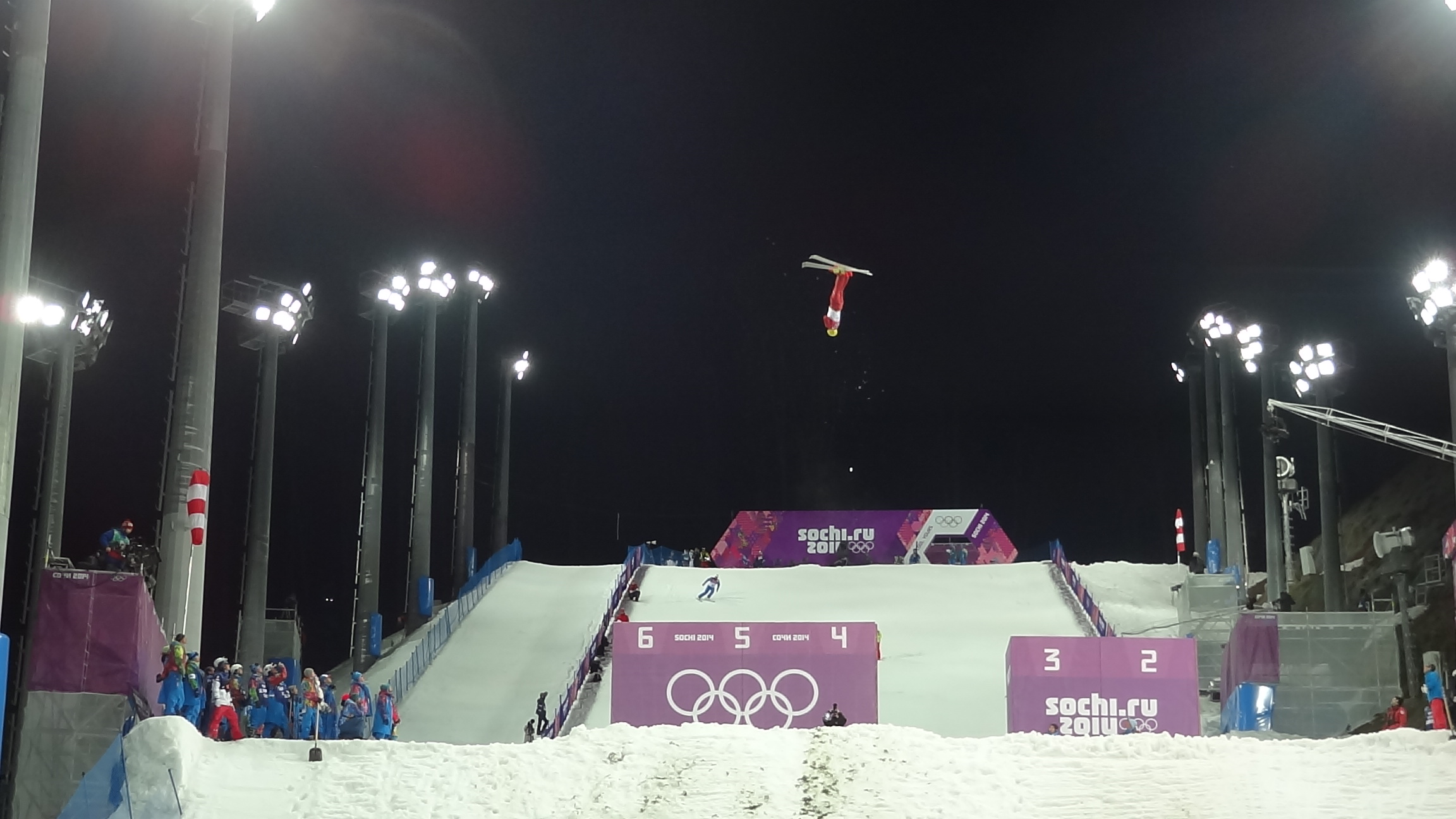
Ski freestyle : discipline du saut acrobatique.

Le saut acrobatique, discipline historique olympique depuis 1992, réclame de grandes qualités gymniques. Dans un style académique et codifié, le sauteur exécute des rotations aériennes avec un ou plusieurs sauts périlleux et des vrilles comparables aux figures en gymnastique (absence de grab). Il est noté par un jury composé de cinq juges selon des critères précis : décollage, exécution du saut, réception (air, form, landing, difficulty, notes constituant le score) et les points sont multipliés par un coefficient en fonction de la difficulté du saut prévu. En effet, le choix du saut est annoncé avant l'exécution, contrairement au Big Air où le rider complexifie ou simplifie son saut selon le déroulement de la compétition et la prestation de ses adversaires.
La compétition prévoit d'effectuer deux manches ou run. Le sauteur évolue sans ses bâtons.

## Module
L'épreuve se déroule sur l'un des tremplins enneigés de 3 à 4 mètres de hauteur, avec une pente de 67°. Le sauteur évolue à plus de 10 mètres de haut, jusqu'à 15 mètres pour les meilleurs athlètes. L'athlète dispose de quatre tremplins (deux grands, deux petits) et de deux zones de départ (haute et basse), qu'il choisit en fonction du saut à exécuter et de l'effet recherché.

## Barème de difficulté
En saut acrobatique, les points sont multipliés par un coefficient en fonction de la difficulté du saut prévu. Les dénominations sont anglaises : Lay signifie tendu, un Full est un Salto tendu accompagné d'une vrille. Tuck signifie salto groupé, Pike signifie salto carpé, Back signifie rotation vers l'arrière. Half (layout) est une demi-vrille.
Rudy représente une vrille et demie, Randy deux vrilles et demie.
Le tableau ci-dessous indique les figures avec leur coefficient de difficulté : 

### Hommes
| Abréviation | Description                       | Difficulté |
| bT          | Back/Tuck                         | 2,000      |
| bL          | Back/Lay                          | 2,050      |
| bLT         | Back/Lay-Tuck                     | 2,600      |
| bLP         | Back/Lay-Pike                     | 2,600      |
| bLL         | Back/Lay-Lay                      | 2,650      |
| bFT         | Back/Full-Tuck                    | 2,850      |
| bLF         | Back/Lay-Full                     | 2,900      |
| bFF         | Back/Full-Full                    | 3,150      |
| bLTT        | Back/Lay-Tuck-Tuck                | 3,200      |
| bLFT        | Back/Lay-Full-Tuck                | 3,500      |
| bLTF        | Back/Lay-Tuck-Full                | 3,500      |
| bdFF        | Back/Double Full-Full             | 3,525      |
| bFdF        | Back/Full-Double Full             | 3,525      |
| bFTF        | Back/Full-Tuck-Full               | 3,750      |
| bLFF        | Back/Lay-Full-Full                | 3,800      |
| bdFdF       | Back/Double Full-Double Full      | 3,900      |
| bFFF        | Back/Full-Full-Full               | 4,050      |
| bLdFF       | Back/Lay-Double Full-Full         | 4,175      |
| bFdFF       | Back/Full-Double Full-Full        | 4,425      |
| bHlRaF      | Back/Half(layout)-Randy-Full      | 4,525      |
| bdFFF       | Back/Double Full-Full-Full        | 4,525      |
| bFFdF       | Back/Full-Full-Double Full        | 4,525      |
| bLtFF       | Back/Lay-Triple Full-Full         | 4,650      |
| bRuRaF      | Back/Rudy-Randy-Full              | 4,875      |
| bFtFF       | Back/Full-Triple Full-Full        | 4,900      |
| bdFdFF      | Back/Double Full-Double Full-Full | 4,900      |
| bFdFdF      | Back/Full-Double Full-Double Full | 4,900      |
| bdFFdF      | Back/Double Full-Full-Double Full | 5,000      |

### Femmes
| Abréviation | Description                       | Difficulté |
| bT          | Back/Tuck                         | 2,000      |
| bL          | Back/Lay                          | 2,050      |
| bLT         | Back/Lay-Tuck                     | 2,600      |
| bLP         | Back/Lay-Pike                     | 2,600      |
| bLL         | Back/Lay-Lay                      | 2,650      |
| bFT         | Back/Full-Tuck                    | 2,850      |
| bLF         | Back/Lay-Full                     | 2,900      |
| bFF         | Back/Full-Full                    | 3,150      |
| bLTT        | Back/Lay-Tuck-Tuck                | 3,200      |
| bdFF        | Back/Double Full-Full             | 3,525      |
| bFdF        | Back/Full-Double Full             | 3,525      |
| bLFT        | Back/Lay-Full-Tuck                | 3,710      |
| bLTF        | Back/Lay-Tuck-Full                | 3,710      |
| bdFdF       | Back/Double Full-Double Full      | 3,900      |
| bFTF        | Back/Full-Tuck-Full               | 3,975      |
| bLFF        | Back/Lay-Full-Full                | 4,028      |
| bFFF        | Back/Full-Full-Full               | 4,293      |
| bLdFF       | Back/Lay-Double Full-Full         |            |
| bFdFF       | Back/Full-Double Full-Full        |            |
| bdFFF       | Back/Double Full-Full-Full        |            |
| bFFdF       | Back/Full-Full-Double Full        |            |
| bLtFF       | Back/Lay-Triple Full-Full         |            |
| bRuRaF      | Back/Rudy-Randy-Full              |            |
| bFtFF       | Back/Full-Triple Full-Full        |            |
| bdFdFF      | Back/Double Full-Double Full-Full |            |
| bFdFdF      | Back/Full-Double Full-Double Full |            |
| bdFFdF      | Back/Double Full-Full-Double Full |            |

La figure Back/Full-Double Full-Full est surnommée Daddy dans le jargon du ski acrobatique, alors que le Back/Full-Triple Full-Full est appelé Hurricane.

## Compétition
Aux Jeux olympiques d'hiver de 2022, une nouvelle discipline fait son apparition : le ski acrobatique par équipes mixtes constituées, par pays, de deux garçons et une fille ou deux filles et un garçon.